# Ner (fiume)
Il Ner è un fiume che attraversa la Polonia, ha una lunghezza di 134 chilometri.